# Chilo ceylonica
Chilo ceylonica là một loài bướm đêm trong họ Crambidae.